# Sofia Alexejewna

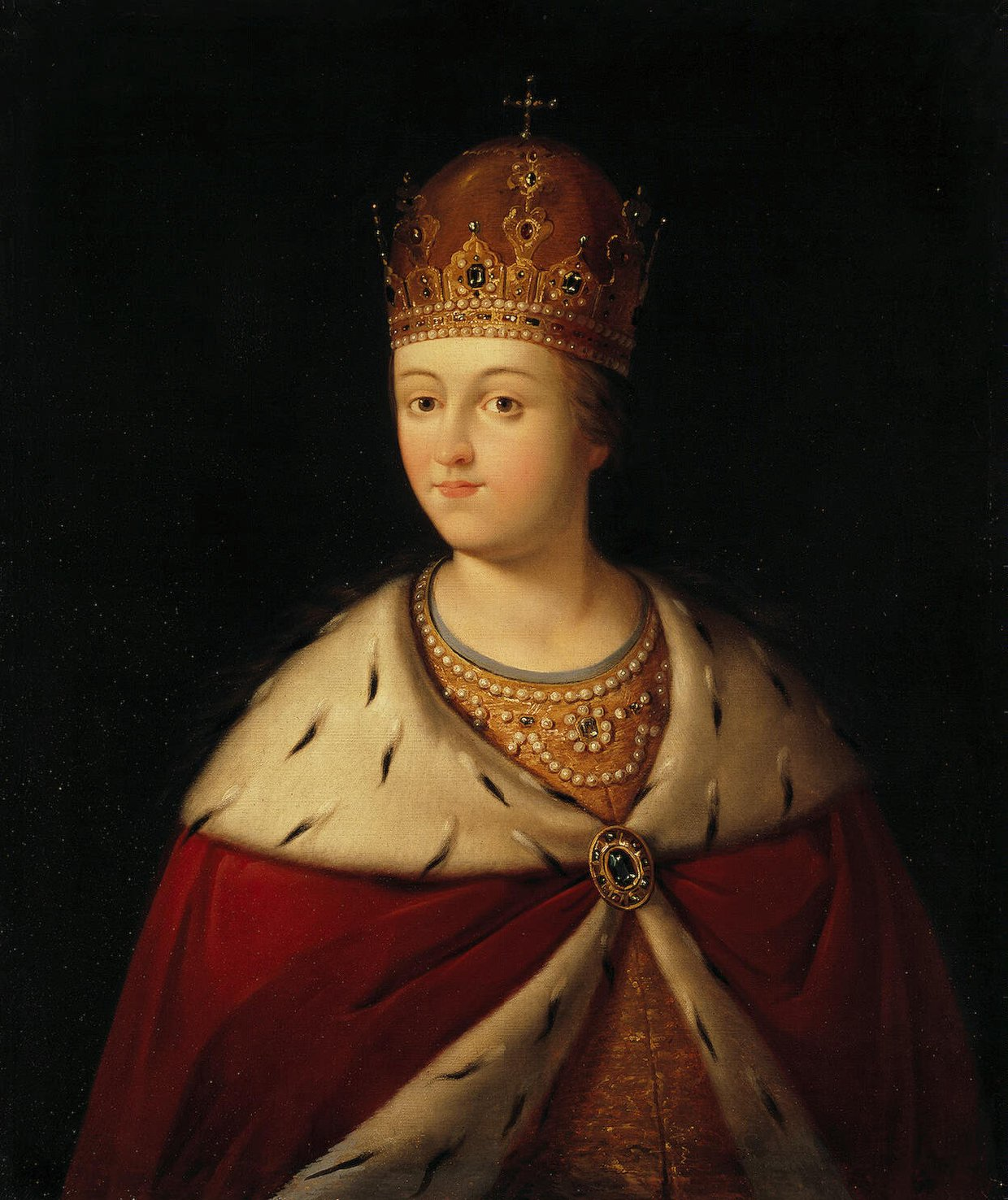
Sofia Alexejewna

Sofia Alexejewna (russisch: Софья Алексеевна; * 17. Septemberjul. / 27. September 1657greg. in Moskau; † 3. Julijul. / 14. Juli 1704greg. ebenda) war von 1682 bis 1689 Regentin von Russland.

## Leben
Sie war das siebte Kind und die fünfte Tochter des Zaren Alexei I. und dessen erster Ehefrau Marija Iljinitschna Miloslawskaja. Ihr 1661 geborener Bruder Fjodor war in der Nachfolge ihres Vaters von 1676 bis 1682 Zar. Sofia wuchs mit starken religiösen Prägungen und häufigen Züchtigungen auf und lebte überwiegend im Terem-Palast. Politische Bedeutung erlangte sie erst, als sie nach dem Tod Fjodors die Regentschaft übernahm.

## Machtkampf

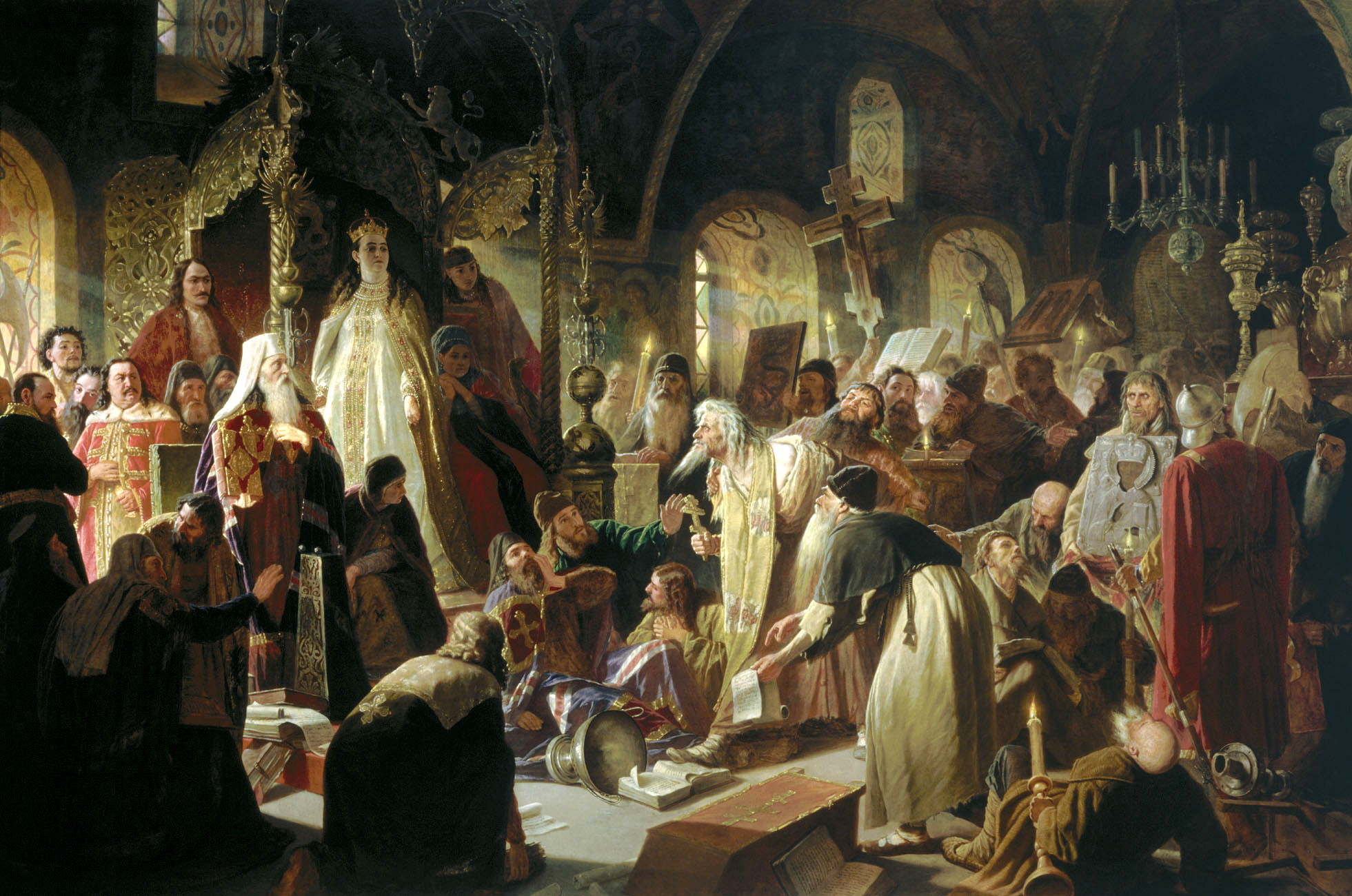
Sofia und Patriarch Joachim bei einem Glaubensdisput mit dem Anführer der Altgläubigen Nikita Pustoswjat. Gemälde von Wassili Perow, 1881

Nach dem Tode Fjodors III. entstand zunächst die Frage, ob dessen Bruder Iwan trotz seiner geistigen Schwäche Thronfolger sein könne. Rechtlich stand der Inthronisation nichts im Wege, da kein Thronfolgegesetz bestand, sondern das Gewohnheitsrecht zur Thronfolge angewandt wurde. Im Zuge der Thronauseinandersetzung stellten sich die Strelizen auf die Seite der Zarentochter (siehe Moskauer Aufstand 1682). Nach einer blutigen Säuberungsaktion wurde der Streit schließlich in einer Art Kompromiss gelöst. Sie übernahm im Jahre 1682 die Regentschaft für die beiden unmündigen Zaren Iwan V. (galt als „Erster Zar“) und Peter I. (galt als „Zweiter Zar“).

## Regentschaft 1682–1689
Zum ersten Mal seit Helena Glinskaja hatte wieder eine Frau das Sagen auf dem russischen Thron. Sie war eine kluge und energische Herrscherin. Von ihrem Erzieher und Lehrer, dem Hofprediger, Gelehrten und Dichter Simeon Polozki, hatte sie eine ausgezeichnete Bildung erhalten. Ihre Stellung als Regentin von Russland blieb von Anfang an unsicher. Der hochgebildete Fürst Wassili Golizyn stand ihr als Berater und Favorit zur Seite. Sie entwickelte besondere Aktivität in der Außenpolitik, wie die Verträge mit Schweden 1684, Polen 1686 („Ewiger Friede“) und China 1689 (Vertrag von Nertschinsk) zeigten.
In ihren Regierungsjahren hatte sie einige Ergebnisse vorzuweisen, sie hatte mit Polen Frieden geschlossen und entsandte in elf europäische Hauptstädte Botschafter. Die erste höhere Schule in Russland, die Slawisch-Griechisch-Lateinische Akademie, wurde während ihrer Amtszeit auf Veranlassung von Golizyn errichtet. Die Feldzüge gegen das Krimkhanat, die die Regentin und Golizyn in den Jahren 1687 und 1689 unternahmen, blieben jedoch erfolglos und waren ein Faktor für ihren Sturz Anfang August 1689.

## Erneuter Machtkampf

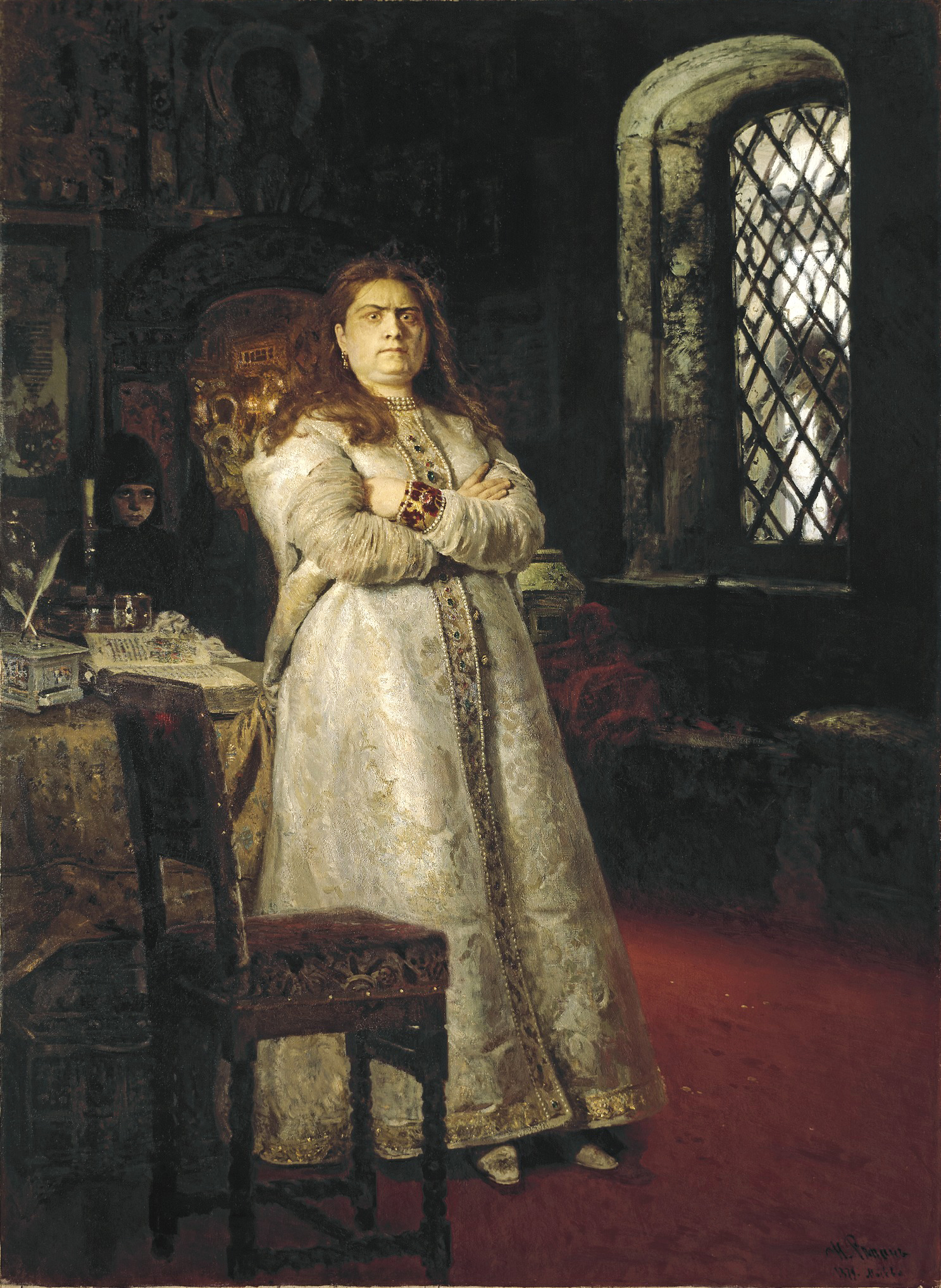
Repins Gemälde von 1879: Sofia Alexejewna im Nowodewitschi-Kloster

Die Kriegsniederlagen führten dazu, dass das Ansehen von Peter I. zunahm; sein politisches Engagement wuchs und die Beliebtheit in der russischen Bevölkerung nahm stetig zu. Auch der kranke Iwan V. begann nun, sich gegen Sofia aufzulehnen. Mit der herannahenden Volljährigkeit Peters wurde für Sofia die Gefahr der Absetzung immer deutlicher und sie plante mit ihren Verbündeten einen Anschlag auf Peter. Dessen Agenten hatten dieses Attentat frühzeitig erkannt und Peter konnte sich durch Flucht entziehen.
Den Sieg in den Auseinandersetzungen um den Thron errang schließlich die Partei Peters I., die Sofia ins Nowodewitschi-Kloster bei Moskau verbannte. Als im Zusammenhang mit dem erneuten Aufstand der Strelitzen in Moskau vom Jahre 1698 Sofia der Konspiration verdächtigt wurde, befahl der Halbbruder, Zar Peter I., sie zur Nonne zu scheren.